# Miguelo
Miguel Elías Esbir Barco (Santiago, 22 de octubre de 1956), más conocido como Miguelo, es un cantautor y empresario chileno.

## Primeros años de vida
Miguelo es hijo de madre española y padre sirio. Su interés por la música surge a partir de las clases de guitarra que tomaba una de sus hermanas.
Profesa la religión católica y estudió en la facultad de Derecho de la Universidad de Chile, aunque abandonó estudios en segundo año, para dedicarse a los negocios.

## Matrimonio e hijos
Estuvo casado con la destacada exmodelo y empresaria Ana María Cummins, con quien tuvo a sus hijos Miguel, Sebastián (sufrió un accidente que le ocasionó daño cerebral) y Nicolás. El 24 de febrero de 2024, Sebastián Esbir falleció a los 33 años a raíz de una insuficiencia respiratoria aguda.

## Vida pública
Su primer negocio fue un puesto de globos en la Galería Florida de Viña del Mar, para luego instalar "Mes Amis", un pequeño restaurante en la misma ciudad. En seguida abrió el Café de Miguelo en Reñaca —por aquella época un famoso punto de encuentro para artistas invitados al Festival de Viña del Mar— y también "El mezón con z".
Debido al derrame cerebral que sufrió su padre, dejó sus negocios en Viña para trasladarse a Santiago, donde creó sociedad con el humorista Checho Hirane, y juntos instalaron "El café de Miguelo y Checho", "Romeo" y "Moros y cristianos". En esta misma etapa versionó «La colegiala», por entonces una canción muy popular en España, y que también hizo famosa en Chile. A continuación grabó «Filo contigo», tema clásico de la década de los 80s, que además sonó en Argentina, Bolivia y Perú.
Se presentó en el Festival de Viña del Mar dos veces (1986 y 1990).
Formó sociedad con Miguel Piñera para crear el pub y discoteca "Entre Negros", muy célebre durante los 90s. Con el tiempo, sin embargo, el negocio decayó hasta llevar a Miguelo a la quiebra.
Se alejó del espectáculo hasta el auge de los reality-shows en la televisión chilena, cuando participó en Rojo, Vértigo y Pelotón Vip. En este último, protagonizó un altercado con el recluta Óscar Garcés, y finalmente se retiró a causa de una fractura ocurrida durante el encierro.
En 2021 presentó su candidatura a la Convención Constitucional, en calidad de Independiente en cupo UDI al distrito n.º 8 (comunas de Estación Central, Lampa, Cerrillos, Colina, Pudahuel, Maipú, Tiltil y Quilicura), pero no fue electo.

## Discografía

### Álbumes de estudio
- 1985 - A todo pulmón (EMI)
- 1986 - Sin límites (EMI)
- 1988 - Fatamorgana (EMI)
- 1989 - Miguelo (Musicavision)

### Álbumes recopilatorios
- 2005 - Nostalgias Vip (EMI)

## Historial electoral

### Elecciones de convencionales constituyentes de 2021
- Elecciones de convencionales constituyentes de 2021, para convencional constituyente por el distrito 8 (Maipú, Pudahuel, Cerrillos, Estación Central, Quilicura, Colina, Lampa y Tiltil)[8]

| Candidato                        | Pacto                                 | Partido | Votos   | %    | Resultados                 |
| -------------------------------- | ------------------------------------- | ------- | ------- | ---- | -------------------------- |
| Daniel Rodrigo Stingo Camus      | Apruebo Dignidad                      | ILYQ    | 111.482 | 24.7 | Convencional constituyente |
| Bernardo de la Maza Bañados      | Vamos por Chile                       | ILXP    | 28.294  | 6.3  | Convencional constituyente |
| Marco Antonio Arellano Ortega    | La Lista del Pueblo                   | ILZN    | 20.345  | 4.5  | Convencional constituyente |
| María Magdalena Rivera Iribarren | La Lista del Pueblo                   | ILZN    | 18.671  | 4.1  | Convencional constituyente |
| Karen Orellana Sullivan          | La Lista del Pueblo                   | ILZN    | 13.090  | 2.8  |                            |
| Mario Aguilar Arévalo            | Independientes y Movimientos Sociales | ILYU    | 12.108  | 2.7  |                            |
| Francisco Reyes Morandé          | Lista del Apruebo                     | ILYB    | 11.653  | 2.6  |                            |
| Claudia Figueroa Sepúlveda       | La Lista del Pueblo                   | ILZN    | 11.513  | 2.5  |                            |
| Valentina Miranda Arce           | Apruebo Dignidad                      | PCCh    | 10.922  | 2.4  | Convencional constituyente |
| Bessy Gallardo Prado             | Lista del Apruebo                     | ILYB    | 9.596   | 2.1  | Convencional constituyente |
| Tatiana Urrutia Herrera          | Apruebo Dignidad                      | RD      | 4.448   | 1.0  | Convencional constituyente |
| Miguel Esbir Barco               | Vamos por Chile                       | ILXP    | 1.774   | 0.4  |                            |